# 圣弥额尔堂 (贝加莫)

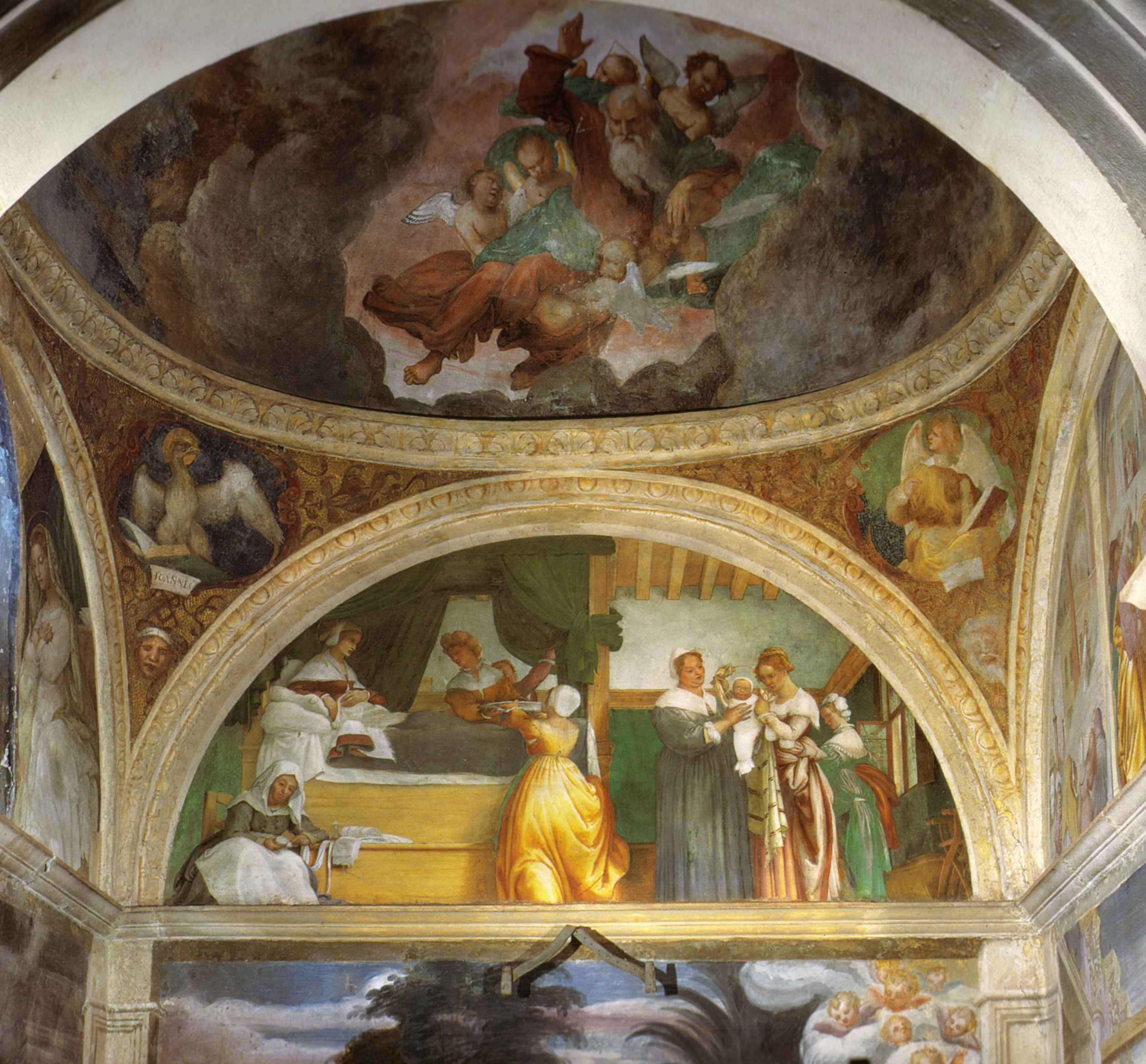
《圣母诞生》，洛伦佐·洛托

圣弥额尔堂（義大利語：San Michele al Pozzo Bianco）是一座文艺复兴风格的罗马天主教教堂，位于意大利伦巴第大区贝加莫上城的同名小广场上，靠近圣奥斯定门（Porta Sant'Agostino）。该堂毗邻的神父楼，由一个大圆拱门进入，有一幅贾科莫·斯堪纳尔迪的壁画。

## 历史

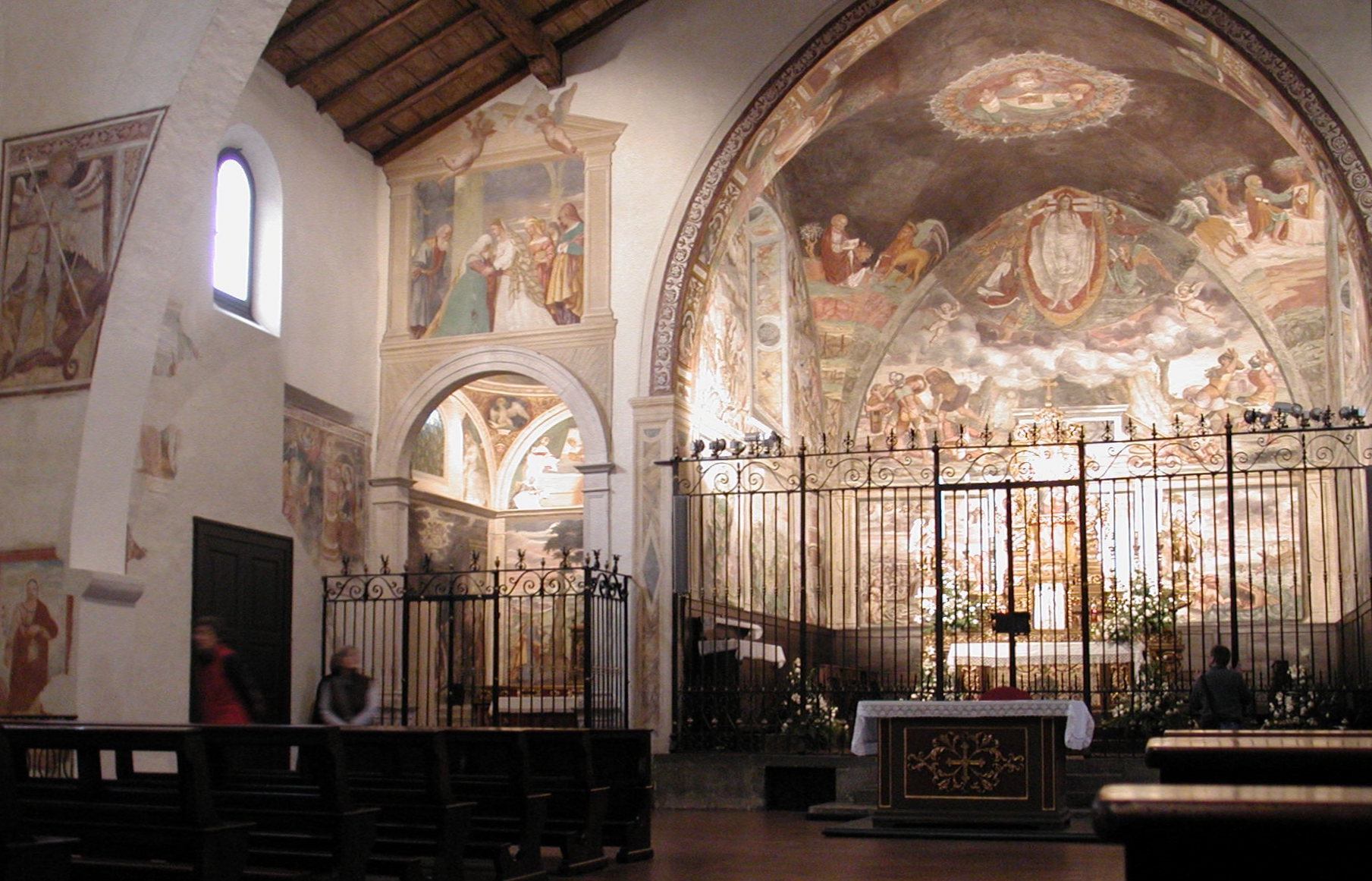
内部

该堂建于8世纪，几个世纪以来重建了多次。现在的立面是20世纪初的。大部分内部在15世纪重建，并覆盖着壁画，风格受拜占庭肖像画的影响。

## 艺术
左侧的小堂，稍后完成，有洛伦佐·洛托的连环壁画《圣母的生活场景》（1525年）。中央和右侧的小堂有乔万·巴蒂斯塔·瓜里诺尼·达维拉拉的壁画（1577年）.右侧的小堂还有乔瓦尼·保罗·洛莫的油画《圣母子与圣伯多禄圣保禄》。
在右墙上，有埃内亚·萨尔梅吉亚的《玫瑰圣母与圣徒》。在反立面，是安东尼奥·西夫隆迪的两幅湿壁画《基督与淫妇》和《最后的晚餐》。地下室有13世纪的壁画，其中一幅《圣母与圣徒》是安东尼奥·博塞利的作品。